# Eurícrates
Eurícrates (en griego: Εὐρυκράτης Eurykrátēs) fue un rey de Esparta, perteneciente a la dinastía de los Agíadas, que gobernó entre los años 665 a. C. y 640 a. C.
Fue precedido en el trono por su padre, Polidoro, y le sucedió su hijo Anaxandro.